# Welsh Alliance League 2013–14

## Hạng 1

### Vị trí các đội bóng Hạng 1
| Câu lạc bộ                | Sân vận động                      | Vị thứ mùa giải 2012–13 |
| ------------------------- | --------------------------------- | ----------------------- |
| Barmouth & Dyffryn United | Wern Mynach, Barmouth             | thứ 4                   |
| Bodedern Athletic         | Cae'r Ysgol, Bodedern             | thứ 12                  |
| Denbigh Town              | Central Park, Denbigh             | thứ 2                   |
| Glan Conwy                | Cae Ffwt, Glan Conwy              | thứ 11                  |
| Glantraeth                | Trefdraeth, Bodorgan              | thứ 9                   |
| Gwalchmai                 | Maes Meurig, Gwalchmai            | thứ 8                   |
| Holywell Town             | Halkyn Road, Holywell             | thứ 3                   |
| Llanberis                 | Ffordd Padarn, Llanberis          | thứ 6                   |
| Llandudno Junction        | The Flyover, Llandudno Junction   | thứ 14                  |
| Llandyrnog United         | Cae Nant, Llandyrnog              | thứ 1 ở Hạng 2          |
| Llanfairpwll              | Maes Eilian, Llanfairpwllgwyngyll | thứ 2 ở Hạng 2          |
| Llanrug United            | Eithin Duon, Llanrug              | thứ 5                   |
| Llanrwst United           | Gwydir Park, Llanrwst             | thứ 7                   |
| Nefyn United              | Cae'r Delyn, Nefyn                | thứ 13                  |
| Pwllheli                  | Leisure Centre, Pwllheli          | thứ 10                  |

## Hạng 2

### Vị trí các đội bóng Hạng 2
| Câu lạc bộ                 | Sân vận động                       | Vị thứ mùa giải 2012–13      |
| -------------------------- | ---------------------------------- | ---------------------------- |
| Amlwch Town                | Lôn Bach, Amlwch                   | thứ 12                       |
| Bethesda Athletic          | Meurig Park, Bethesda              | Thăng hạng từ Gwynedd League |
| Blaenau Ffestiniog Amateur | Cae Clyd, Blaenau Ffestiniog       | thứ 9                        |
| Gaerwen                    | Lon Groes, Gaerwen                 | thứ 10                       |
| Greenfield                 | Bagillt Road, Greenfield           | thứ 6                        |
| Halkyn United              | Pant Newyddd, Halkyn               | thứ 8                        |
| Kinmel Bay Sports          | Y Morfa Leisure Centre, Kinmel Bay | thứ 4                        |
| Meliden                    | Ffordd Ty Newydd, Meliden          | thứ 5                        |
| Nantlle Vale               | Maes Dulyn, Penygroes              | thứ 13                       |
| Penmaenmawr Phoenix        | Cae Sling, Penmaenmawr             | thứ 7                        |
| Penrhyndeudraeth           | Maes Y Parc, Penrhyndeudraeth      | thứ 3                        |
| St Asaph                   | St Asaph                           | Thăng hạng từ Clwyd League   |
| Trearddur Bay United       | Trearddur Bay                      | Thăng hạng từ Gwynedd League |